# Bare (groblje, Sarajevo)
Bare je groblje u Sarajevu. Površine je 25,5 hektara i spada u najveća groblja u Evropi. Jedno je od najestetskijih s obzirom na konfiguraciju terena i krajobraznu izvedbu. Projekt groblja nacrtao je Smiljan Klaić. Freske u trijemu naslikao je Rizah Štetić. Otvoreno je 1966. godine. Na središnjem dijelu je prostrana zaravan sa stubištem i trijemom povezuje katoličku, pravoslavnu, muslimansku, jevrejsku i ateističku kapelu. Površine na groblju raspoređene su prema vjerama: za muslimane, pravoslavce, rimokatolike, jevreje, evangeliste, adventiste, starokatolike i ateiste. Udio je sukladan srazmjeru u demografskoj strukturi grada Sarajeva. Groblje je opremljeno drenažnim, vodovodnim, kanalizacijskim i električnim instalacijama. Nalazi se podno brda Huma. Pokraj groblja su pogoni Bosnalijeka. U blizini su Betanija, stadion na Koševu i dvorana Zetra, Koševsko brdo, Velešići, Šip, Kobilja Glava, Grahovište i Jezero.

## Spoljašnje veze
43° 52′ 35″ С; 18° 23′ 57″ И / 43.8763° С; 18.3992° И